# Mennica we Wrocławiu
Mennica we Wrocławiu – wytwórnia monet we Wrocławiu, która zakończyła działalność w XIX wieku.

## Historia

### Czasy piastowskie
Mennica we Wrocławiu zaistniała ok. połowy XI wieku. Bolesław II Szczodry bił tu denary z napisem BOLIZLAUS DUX na awersie, zaś na rewersie głową Jana Chrzciciela, patrona katedry i napisem SCS JOHANNIS (łac. Sanctus Johannis – Święty Jan). Nie jest znana lokalizacji tamtej mennicy. Dawne przekonania o biciu monety we Wrocławiu przez Chrobrego zostały obalone przez Stanisława Suchodolskiego.
W okresie rozbicia dzielnicowego (XII–XIV wiek) we Wrocławiu swoje monety bili:
- Bolesław I Wysoki
- Henryk I Brodaty
- Henryk II Pobożny
- Henryk VI Dobry[2]

W owym czasie bito:
- duże brakteaty (pierwsza połowa XIII wieku), które wyróżniały się większą zawartością srebra
- kwartnik śląski (przełom XIII i XIV wieku) – pierwsza „grubsza” moneta w Europie Środkowej. Zakończenie emisji kwartników wiązało się z przejściem księstwa pod panowanie czeskie w 1335 roku[3],
- halerz wrocławski (lata 60. XIV wieku) – odmiana denara. Monety nosiły godło miasta lub inicjały (V,W)

W 1360 cesarz Karol IV przyznał miastu prawo bicia złotych monet, a rok później srebrnych halerzy. 
W obrębie murów istniały dwa zakłady mennicze, dawny książęcy – założony w 1318 przez Henryka VI przy ulicy Piaskowej – i zarządzany między 1360 a 1662 przez radę miejską, oraz drugi przy obecnej ulicy Menniczej istniejący do 1500 roku.

### W królestwie czeskim
Od XVI wieku Mennica Wrocławska emitowała między innymi:
- dukaty od 1517 do 1559[6],
- guldeny[6],
- talary,
- białe grosze śląskie,
- monety stanów śląskich,
- monety stanów ewangelickich.

Do 1531 roku na wrocławskich dukatach na awersie znajdował się zwrócony w lewo czeski lew otoczony napisem ·MO·AVR·VRATISLAV· (łac. moneta aurea vratislaviensis – złota moneta wrocławska) z rokiem emisji. W górnej części znajdowała się tarcza z ozdobną literą W. Na rewersie widniała postać Wacława, patrona Czech w zbroi płytowej z proporcem (na proporcu orzeł śląski ze zgorzelcem), mieczem i tarczą z wizerunkiem głowy Jana Ewangelisty w otoce napisu: ·S·WENCES·LAVS·D·B (łac. Sanctus Wenceslaus Dux Bohemiae — święty Wacław książę Czech).
Na awersie jedynej emisji wrocławskiego goldguldena wybitego w 1531 roku znajduje się tarcza herbowa miasta w napisie ·MO·AVR·VRATISLAVIEN·1531·. Na rewersie półpostać Jana Chrzciciela z barankiem na ręku oraz napis S·BAPTISTA·IOHANNIS· (łac. Sanctus Baptista Iohannis – Święty Jan Chrzciciel). Zachowały się jedynie 3–4 egzemplarze, z których jeden jest w posiadaniu Muzeum Narodowego w Warszawie.
Po 1531 mennica wciąż biła dukaty jednak zmieniając wzorzec awersu na zapoczątkowany emisją guldena, gdzie lew czeski ustąpił miejsca pełnemu herbowi miejskiemu.
W 1662 roku mennica została wykupiona przez cesarza Leopolda I.

### Okres pruski
W 1741 Fryderyk II Wielki, król Prus, zdobył większość Śląska oraz Wrocław. Od tego czasu mennica pracowała na potrzeby królestwa.
Wybijano wówczas:
- monety dla księstwa oleśnickiego
- monety Wielkiego Księstwa Poznańskiego

Mennica we Wrocławiu zakończyła swoją działalność w 1848 roku.